# Seong-Jin Cho
Seong-Jin Cho (en coreà 조성진) ( Seül, 28 de maig de 1994) és un pianista de Corea del Sud.
Va aconseguir el primer premi al 17è Concurs Internacional de Piano Frédéric Chopin (2015).

## Biografia
Seong-Jin Cho va estudiar a l'escola Yewon i a l'escola de les arts de Seul (서울예술고등학교). Al Conservatori de París, va ser alumne de Michel Béroff del qual és avui l' « increïble deixeble ».
Va guanyar el Concurs internacional Frédéric Chopin per a joves pianistes (2008) i el Concurs internacional de piano de Hamamatsu, al Japó (2009), així com el tercer premi en el Concurs internacional Txaikovski a Rússia (2011) i al Concurs internacional de piano Arthur Rubinstein a Tel-Aviv (2014). Ha interpretat en concert amb l'Orquestra Marrinsky Theatre (dirigida per Valeri Guérguiev), l'Orquestra philharmonique de Ràdio France, l'Orquestra simfònica de la ràdio de Praga, l'Orquestra philharmonique de Seul (tots amb Myung-Whun Chung), l'Orquestra simfònica de la Radiodifusió bavaresa de Múnic (dir. Lorin Maazel) i l'Orquestra philharmonique de l'Ural (dirigida per Dimitri Liss), l'Orquestra simfònica alemanya de Berlín (dir. Marek Janowski), l'Orquestra nacional de Rússia (dir. Mikhaïl Pletniov), l'Orquestra de cambra de Bâle i l'Orquestra Metropolitana (dir. Yannick Nézet-Séguin).
Ha efectuat gires pel Japó, Alemanya, França, Rússia, Polònia, Israel, Xina i els Estats Units. Ha interpretat a l'Òpera de Tòquio, a Osaka, al Conservatori de Moscou i al Teatre Mariïnski de Sant Petersburg, sobretot amb recitals. Ha participat en molts festivals europeus, sobretot a Sant Petersburg, Moscou, Duszniki-Zdrój i Cracòvia, així com festivals a Nova York i Castleton. Com a músic de cambra, ha estat convidat a treballar amb la violinista Chung Kyung-wha.
L'octubre de 2022 va actuar a l'Auditori de Barcelona interpretant el concert per a piano n. 3 en do m. op. 37 de Beethoven, amb l'Orquesta Nacional de España sota la direcció de David Afkham.

## Premis aconseguits
- 2008 - Concurs internacional Frédéric-Chopin de joves pianistes (Moscou) - Primer premi
- 2009 - Concurs internacional de piano de Hamamatsu - Primer premi
- 조성진2011 - Concurs internacional Txaikovski (piano) - bronze (tercer premi)
- 2014 - Concurs internacional de piano Arthur Rubinstein - Tercer premi
- 2015 - Concurs Internacional de Piano Frédéric Chopin - Primer premi

## Discografia
- 015 – Chopin : Preludis, i sonata no 2 (concert, Varsòvia octubre 2015, DG) (OCLC 931069277 OCLC 931069277)
- 206 – Chopin : Concerto per a piano no 1, Quatre balades - London Symphony Orchestra, dir. Gianandrea Noseda (juny/setembre 2016, SACD DG)
- 2017 - Debussy : Images I i II, Children's Corner, Suite bergamasque, L'Isle joyeuse (DG)